# Оруне
Ору̀не (на италиански и на сардински: Orune) е малко градче и община в Южна Италия, провинция Нуоро, автономен регион и остров Сардиния. Разположено е на 745 m надморска височина. Населението на общината е 2464 души (към 2013 г.).